# Харківський тролейбус
Хáрківський тролéйбус — тролейбусна система, один із видів міського громадського транспорту Харкова.
Тролейбусна мережа міста єдина, проте не усі лінії використовуються у маршрутному русі, тому маршрутна мережа поділена на чотири «кущі»:
- основний;
- Олексіївський (маршрути № 2, № 12, № 17, № 18, № 40, № 50);
- Баварський (маршрути № 11, № 27);
- Роганський (маршрути № 7, № 45, № 46, №51, №52, №59).

У Харкові діє 32 тролейбусних маршрутів. Найдовший маршрут — № 3 (оборотний рейс: 31,4 км), найкоротший — № 7 (оборотний рейс: 4,85 км). Після добудови лінії на Північну Салтівку, Харківська тролейбусна мережа стала другою за протяжністю в Україні, після Київської. Тролейбусний рух здійснюється з 05:30 до 00:00.
3 27 лютого до 15 травня 2022 року рух тимчасово не здійснювався через бойові дії.

## Історія
В дужках вказано сучасну назву об'єкту топоніміки

### 1939—1941 роки
Перші 10 тролейбусів ЯТБ-4 надійшли до Харкова у березні 1939 року. Перша лінія харківського тролейбуса, яка склала 6,6 км, була відкрита в урочистій обстановці 1 травня 1939 року. Вона пройшла за маршрутом: Будинок Червоної армії (Університетська гірка) — вул. Університетська — Спартаківський провулок (Ярмарковий провулок) — площа Тевелєва (майдан Конституції) — вул. Карла Лібкнехта (вул. Сумська) — Міський парк (Центральний парк) (зворотньо — так само).
5 травня 1939 року харківський тролейбус почав працювати в звичайному режимі. До жовтня 1939 року були побудовані однобічні тролейбусні лінії по узвозу Халтуріна (Соборний узвіз) і майданами Тевельова (майдан Конституції), Рози Люксембург (Павлівський майдан) і Пролетарському (Сергіївський майдан) від Спартаківського провулку (Ярмаркового провулку) до узвозу Халтуріна (Соборний узвіз), а також двобічна лінія по Купецькому мосту, площі Карла Маркса (Благовіщенський майдан), вулиці Карла Маркса (Благовіщенській вулиці) та Червоноармійській вулиці (вулиці Євгена Котляра) до Привокзального майдану, у зв'язку з чим 7 листопада 1939 року був відкритий тролейбусний маршрут № 2 Міський парк (Центральний парк) — Вокзал «Харків-Пасажирський». У жовтні 1941 року тролейбусний рух у Харкові припинено у зв'язку з окупацією міста німецькими військами.

### 1944—1950 роки

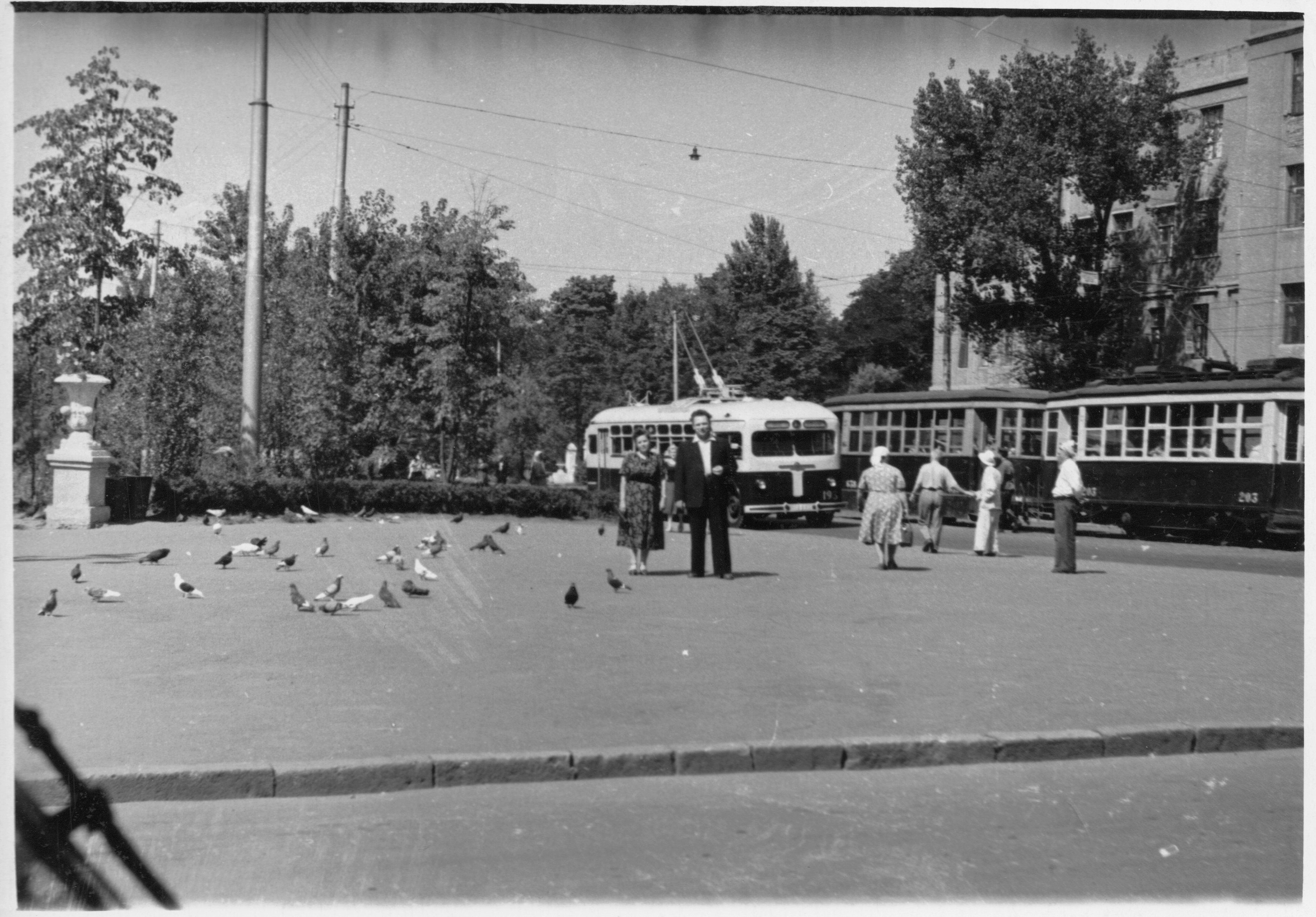
Тролейбус та подвійний трамвай, 1950

7 травня 1944 року, через вісім місяців після відновлення радянської влади в Харкові, на відремонтованих лініях було відновлено тролейбусний рух.
У повоєнний час вартість проїзду в тролейбусі становила 25 копійок на маршрутах «Вокзал — Центр», «Центр — Міський парк», а на маршруті «Вокзал — Міський парк» — 50 копійок.
14 серпня 1948 року відкриті однобічні тролейбусні лінії по Університетській вулиці (від площі Рози Люксембург (Павлівський майдан) до узвозу Халтуріна (Соборний узвіз)) і провулках Плетнівському, Короленка та Вірменському, а також двобічна лінія по вул. Берії (вул. Кооперативній), проспекту Сталіна (пр. Героїв Харкова), вул. Євгенії Бош (вул. Богдана Хмельницького) і Площі Повстання (Майдан Захисників України) до Будинку культури Харківського електромеханічного заводу (Театру «Перемога»). Відкрито тролейбусний маршрут № 3 «Вокзал — Будинок культури Харківського електромеханічного заводу (Театр „Перемога“)».
29 квітня 1949 року відкрито тролейбусний маршрут № 4 «Міський парк (Центральний парк) — Центр — Кінний ринок — Будинок культури Харківського електромеханічного заводу (Театр „Перемога“)».
У грудні 1949 року тролейбусну лінію до Будинку культури Харківського електромеханічного заводу (театру «Перемога») продовжили по вул. Броненосця «Потьомкін» (вул. Олега Громадського) і проспекту Сталіна (просп. Героїв Харкова) до Харківського велосипедного заводу.

### 1961—1970 роки

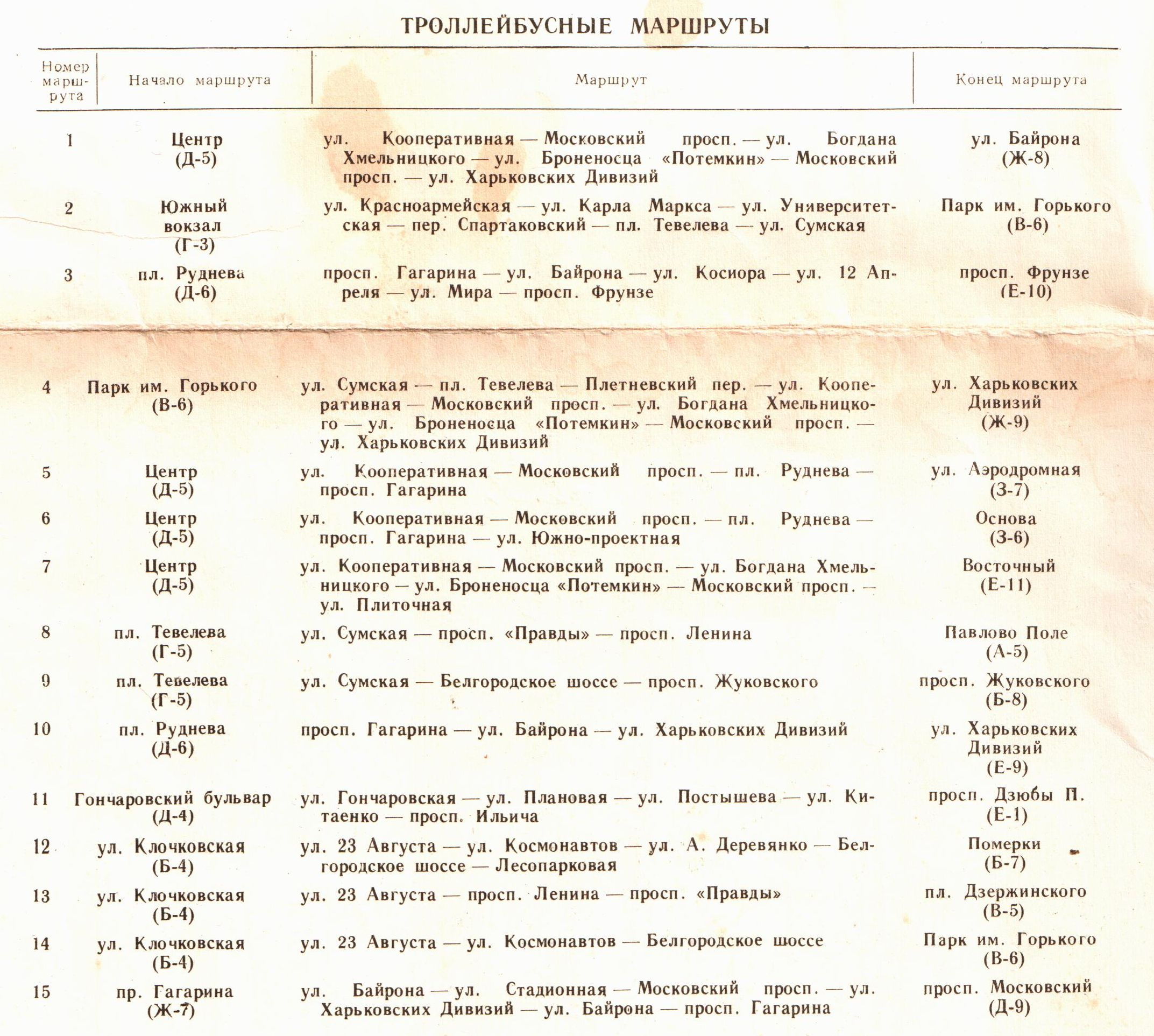
Тролейбусні маршрути, 1971 рік

1966 року відкрито тролейбусне депо № 2 на 100 машино-місць. 9 січня 1966 року тролейбусне депо № 2 випустило перші 27 тролейбусів МТБ-82Д на маршрути № 5 і № 6. У тому ж році закінчено будівництво тролейбусної лінії на вулиці Харківських дивізій. Впродовж 1966—1975 років побудовано 134,2 км тролейбусних ліній.
1969 року побудовано тролейбусні лінії на Павловому Полі, Олексіївці, Салтівці. Також відкрито тролейбусний рух проспектом Постишева (просп. Любові Малої), вулицям Дерев'янка, Єлізарова, Стадіонній та бульваром Богдана Хмельницького.
1970 року відкриті тролейбусні лінії від Центрального парку до проспекту Жуковського і від Павлового Поля до вулиці Григорія Рудика. У тому ж році введені в експлуатацію тролейбуси чеського виробництва Škoda 9Tr.
З 28 серпня 1970 року за маршрутом № 8 «Площа Тевелєва (Майдан Конституції) — Павлове Поле» став регулярно перевозити пасажирів перший тролейбусний поїзд Володимира Веклича. Він складався з двох одиниць тролейбусів Київ-4, які були з'єднані між собою за системою багатьох одиниць. Для зчіпки тролейбусів використовувалися комплектуючі київського заводу електротранспорту (КЗЕТ).

### 1991—2000 роки
1991 року закрито маршрут № 41.
1992 року закрито маршрути № 26, № 29 і № 37.
1993 року закрито маршрути № 14 і № 28.
1994 року закритий маршрут № 21, а 1995 році — маршрут № 23 (кільце біля  «Індустріальна» демонтовано).
В період з 7 травня 1995 по 1 квітня 1996 року існував маршрут № 2А « „Наукова“ — Проспект Жуковського».
У січні 1996 року закрито маршрут № 30 «Універмаг „Харків“ — 602-й мікрорайон».
1996 року побудовано контактну мережу до мікрорайону «Обрій», запущено маршрут № 46.
1997 року введено маршрути № 65 і № 66. 18 листопада 1998 року відкрито маршрут № 63.
1999 року скасований маршрут № 33 Кінний ринок — Парк «Зустріч».

### 2011—2012 роки
Через деякий час, після пуску в експлуатацію станції  «Олексіївська», змінилась схема руху тролейбусів на Олексіївці — було скасовано маршрут № 38, а маршрут № 18 подовжено до Майдану Свободи.
З 21 квітня 2011 року терміном на три місяці тролейбусний маршрут № 11 подовжений до Майдану Конституції для вивчення пасажиропотоку. Надалі новий маршрут було збережено.
З 12 травня 2011 року терміном на три місяці тролейбусний маршрут № 63 подовжений до залізничної станції  Основа за проханнями пасажирів та для вивчення пасажиропотоку, але у такому вигляді маршрут проіснував не тривалий час.

### 2018—2021 роки
Місто планує придбати 130 тролейбусі для міста одразу за двома кредитами — від Європейського банку реконструкції та розвитку та від Європейського інвестиційного банку.
Європейський банк реконструкції та розвитку надасть кредит у 10 млн євро для КП «Тролейбусне депо № 2», на цю суму буде придбано 70 одиниць повністю низькопідлогових тролейбусів довжиною 12 метрів. Також в цю суму входять запасні частини, обладнання для діагностики та додаткові послуги.
Європейський інвестиційний банк надав кредит для придбання 60 тролейбусів з низькою підлогою до КП «Тролейбусне депо № 3».
Кредитний договір місто планувало підписати до кінця літа. На початку серпня 2018 року було підписано попередню угоду та тривала підготовка до підписання тендерних та основних контрактів.
Наприкінці лютого 2019 року підписано угоду про придбання 57 нових тролейбусів Богдан Т70117 із супутнім обладнанням на суму 11,5 млн євро для КП «Тролейбусне депо № 2».
На початку серпня 2019 року у Харкові розпочалося будівництво нової тролейбусної лінії в районі Північної Салтівки. Вартість будівництва становила 103 мільйони ₴. Згідно з планами робіт, нову тролейбусну лінію довжиною 7,853 км планувалося ввести в експлуатацію в середині грудня 2019 року.

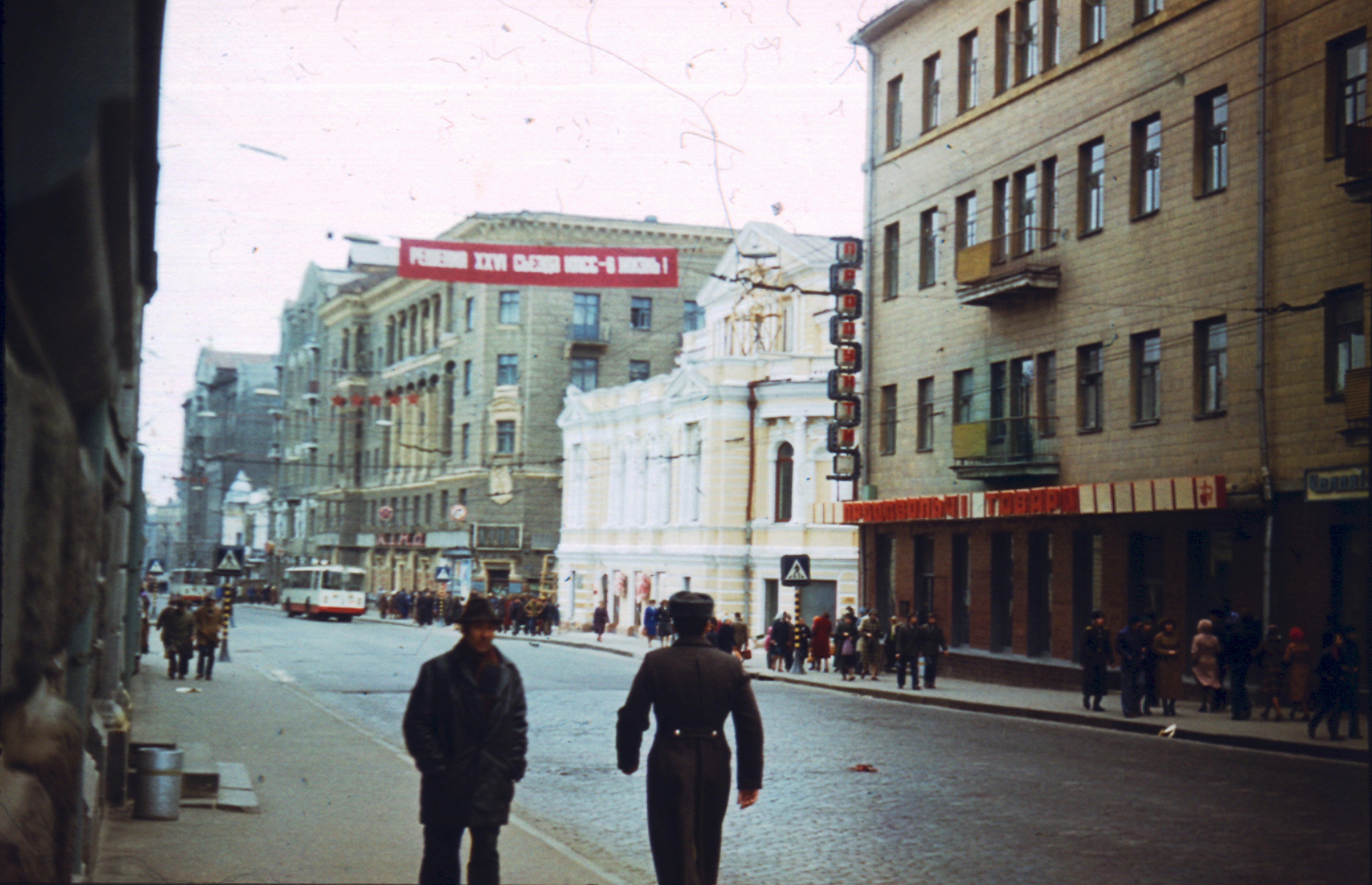
Вулиця Сумська, (1981)
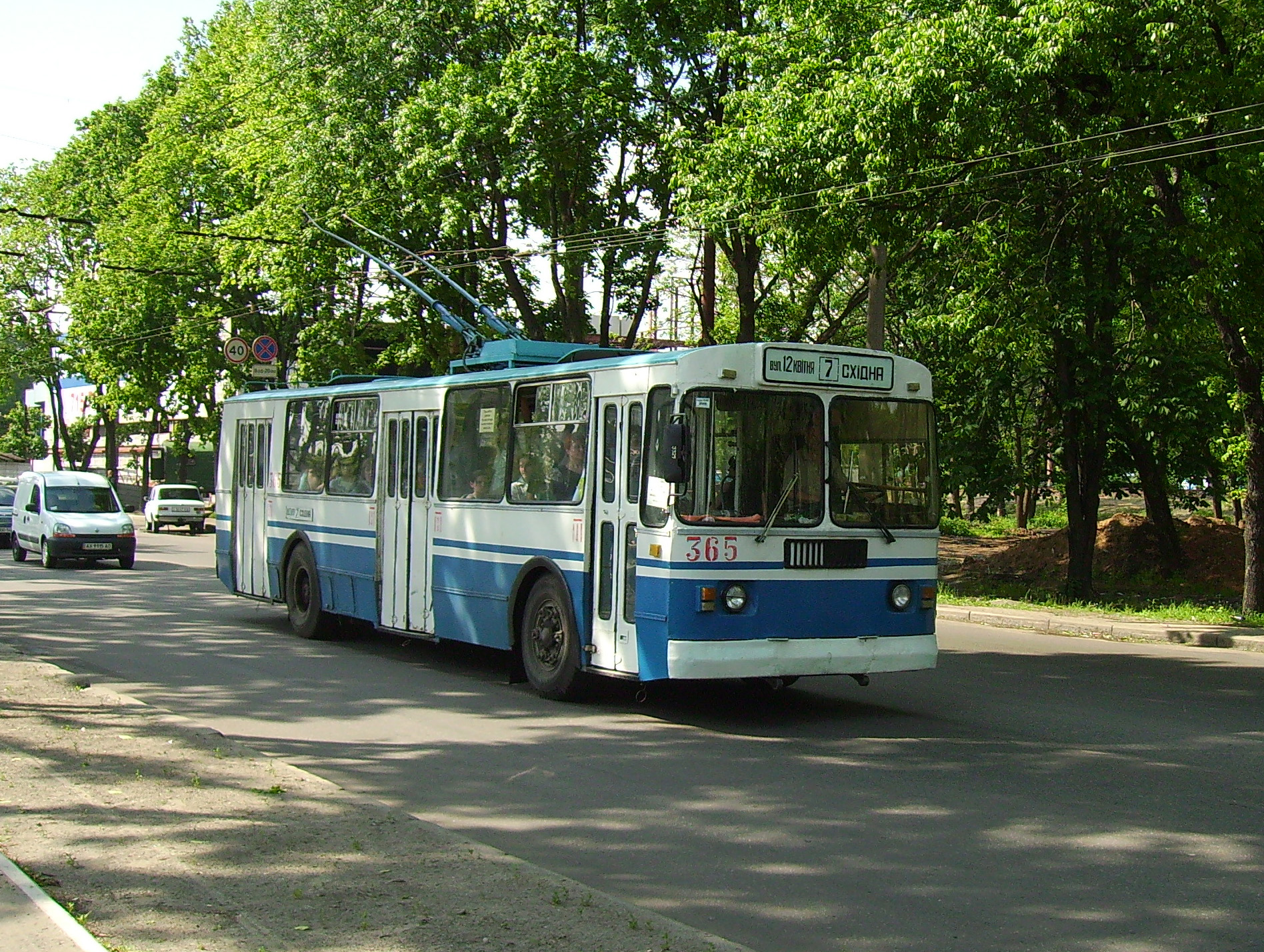
ЗіУ-682Г [Г00] № 365
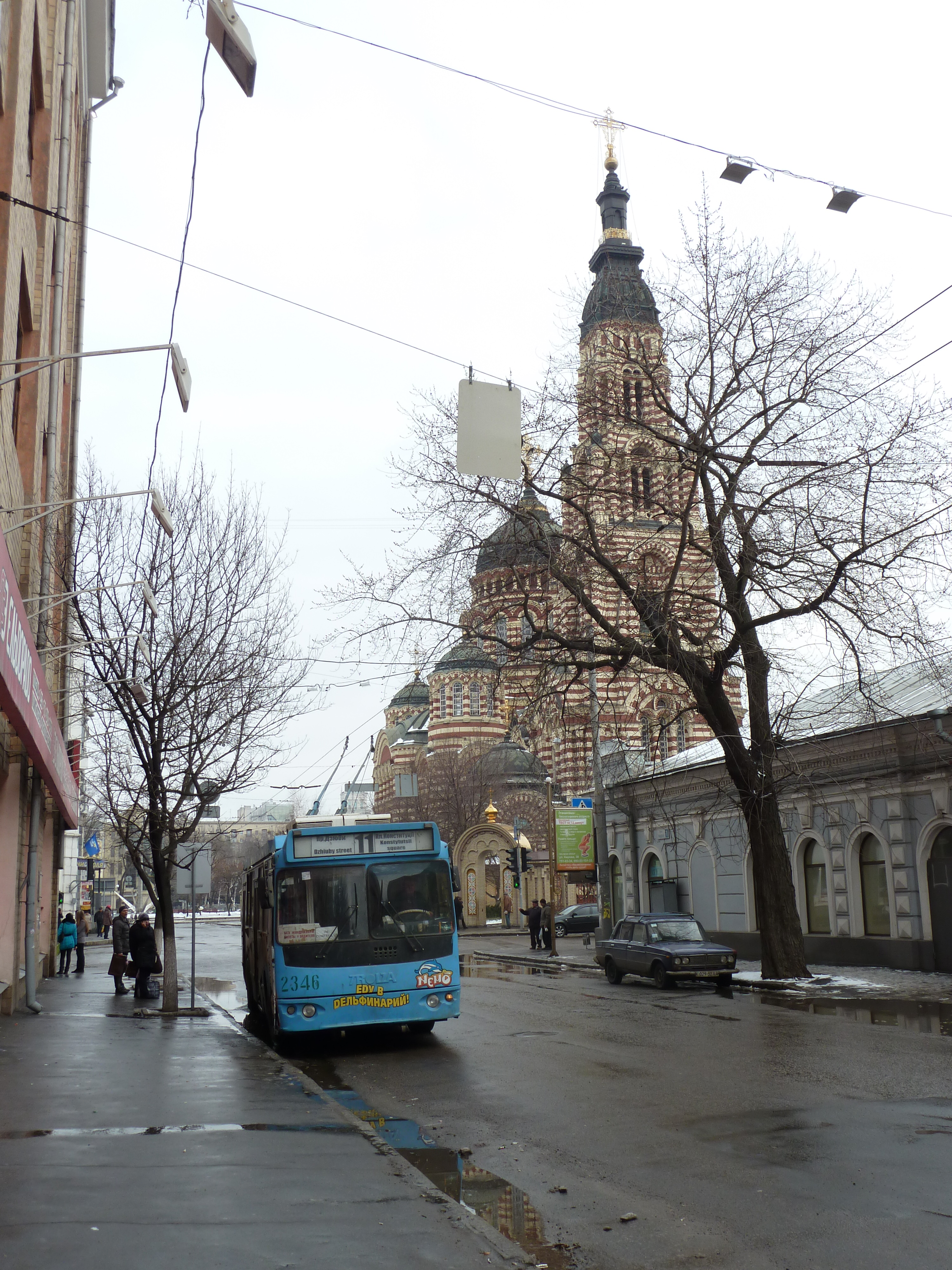
ЗіУ-682Г-016.02 № 2346
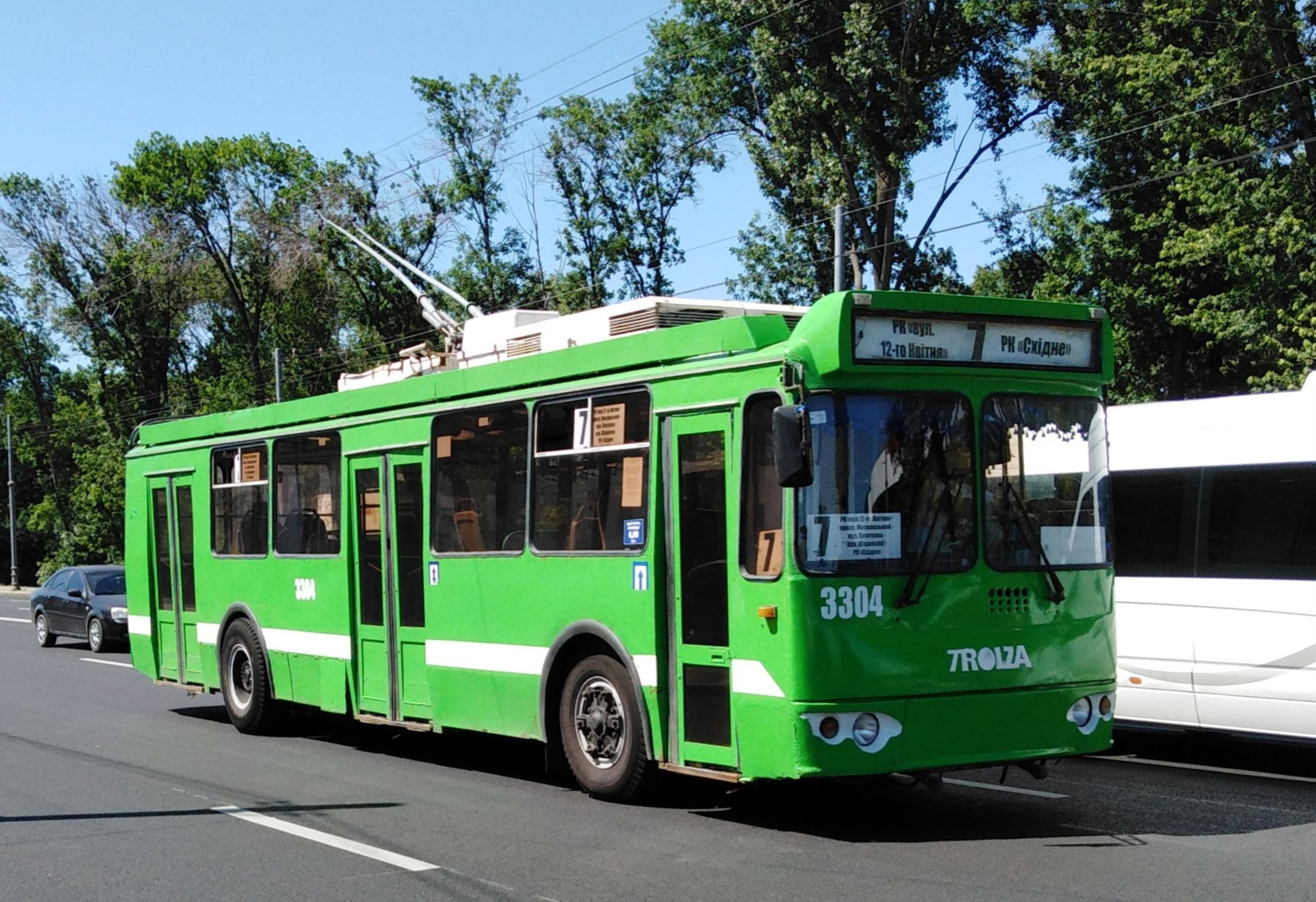
ЗіУ-682Г-016.02
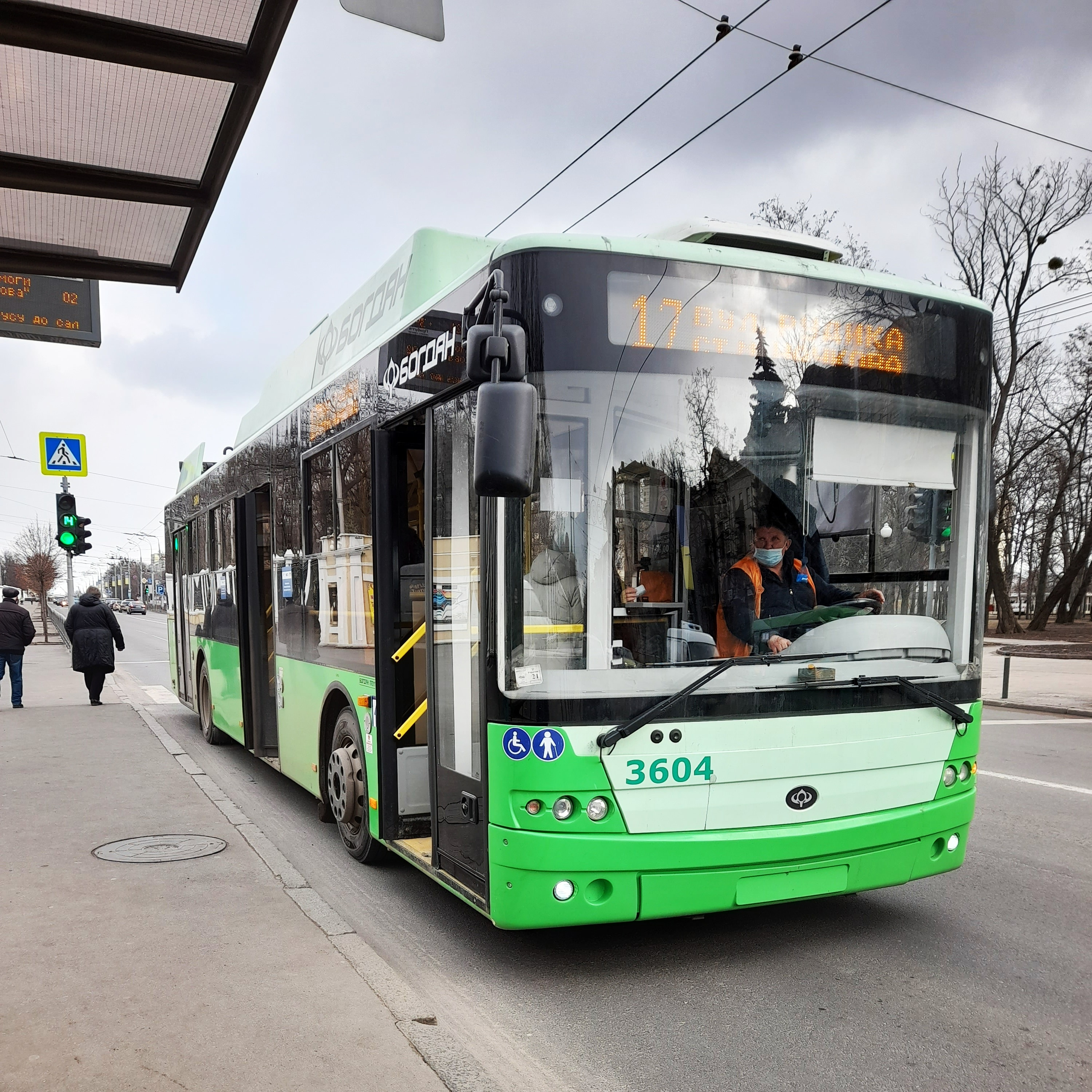
Богдан Т70117
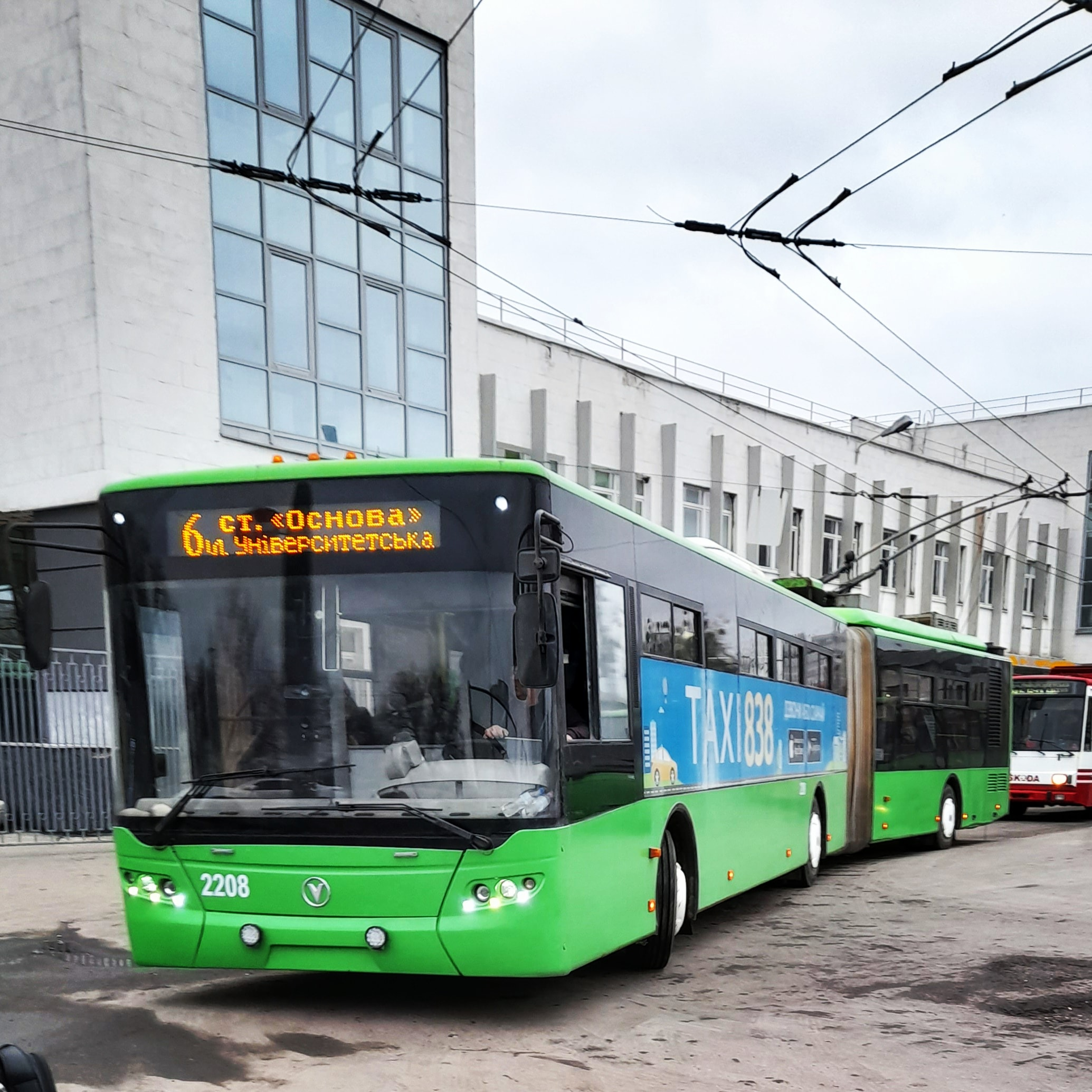
ЛАЗ E301D1
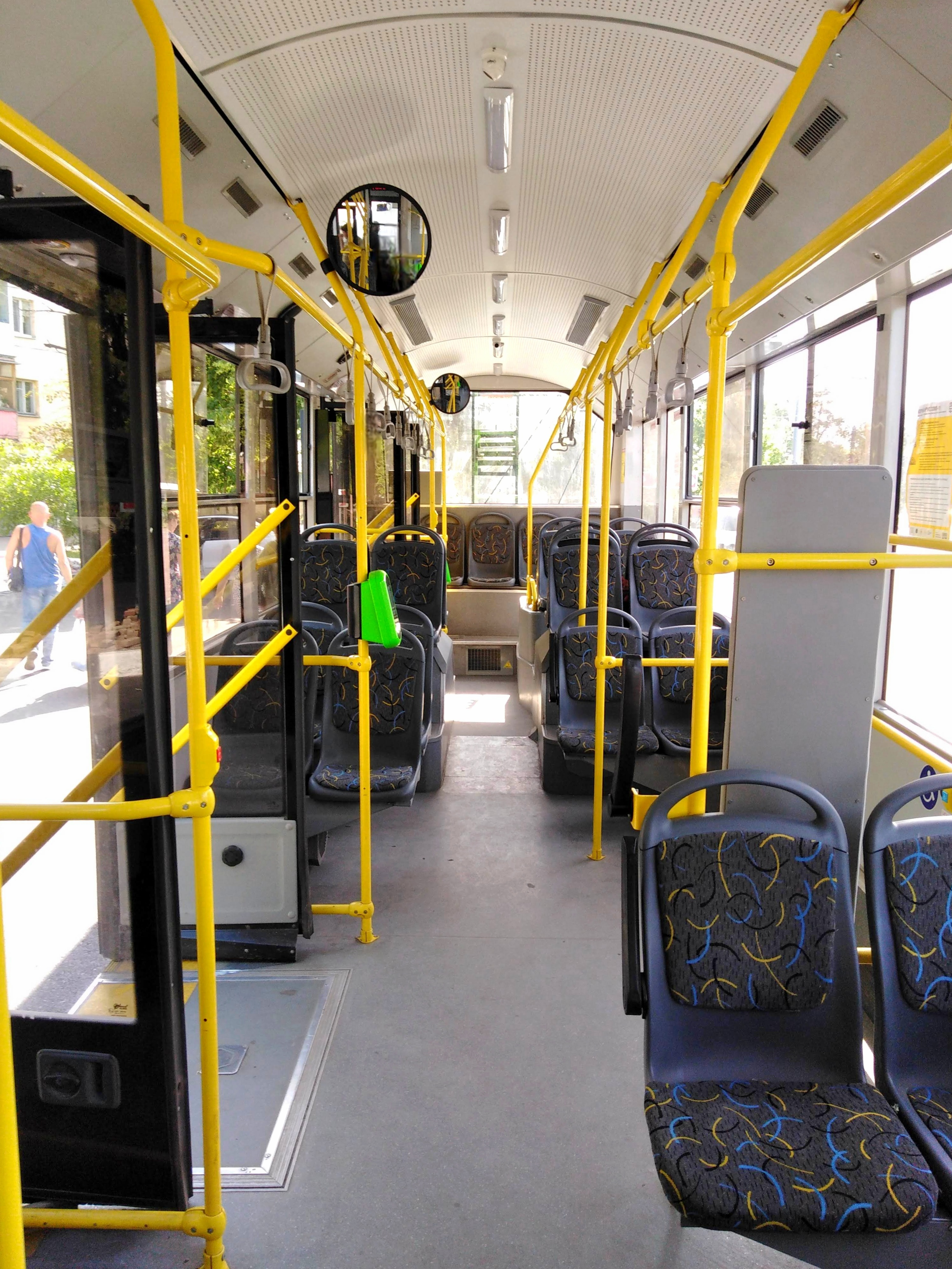
Богдан Т70117

З 2 грудня 2019 року відновлений тролейбусний маршрут № 17: Вулиця Григорія Рудика;— Станція  «Наукова».
13 січня 2020 року введена в експлуатацію нова тролейбусна лінія з відкриттям тролейбусного маршруту № 47:  «Героїв Праці» — Північна Салтівка. Протяжність оборотного рейсу складає 7,8 км. Після завершення будівництва нової лінії побудовано кілька «перемичок», що розширило контактну мережу і поліпшило існуючі тролейбусні маршрути. Крім того, це зробило більш зручний під'їзд пасажирів до станції метрополітену.
З 2020 р. до Салтівського трамвайного депо почали надходити тролейбуси PTS-12 для нових маршрутів № 48, № 49 та № 50. Частину маршруту без контактної мережі тролейбуси долають на автономному ходу.
22 жовтня 2020 року відкрито новий маршрут № 48: від  Героїв Праці до вул. Дружби Народів ( Героїв праці (Автобусний термінал) — вул. Академіка Павлова — вул. Леся Сердюка — вул. Дружби Народів). На ньому почали їздити тролейбуси з автономним ходом.
7 грудня 2020 року відкрито новий маршрут № 49: від вул. Університетської до вул. Кутаїської (селище Жихор). На ньому їздять тролейбуси з автономним ходом.
7 квітня 2021 року відкрито тролейбусний маршрут № 50: від площі Свободи до селища П'ятихатки. На ньому їздять тролейбуси з автономним ходом. З 9 червня 2021 р. маршрут був змінений, тролейбус їде по Сумській від майдану Конституції.
30 липня 2021 року в тестовому режимі були відкриті тролейбусні маршрути № 51 і № 52: від вулиці 12 квітня до 759 мікрорайону, від вулиці 12 квітня до вул. Зубарєва, відповідно. На них їздять тролейбуси з автономним ходом .
6 серпня 2021 року відкрито тролейбусний маршрут № 53: вулиця 12 квітня — проспект Героїв Харкова( «Індустріальна») — бульвар Сергія Грицевця — вулиця Велика Кільцева — вулиця Юрія Савчина — бульвар Сергія Грицевця — проспект Героїв Харкова( «Індустріальна») — вулиця 12 квітня. На ньому їздять тролейбуси з автономним ходом.
27 серпня 2021 року відкрито тролейбусний маршрут № 54: вулиця 12 Квітня — станція Рогань. На ньому їздять тролейбуси з автономним ходом.
4 жовтня 2021 року скасовано маршрут № 17: майдан Конституції — вулиця Григорія Рудика. Натомість був відкритий маршрут № 55: Майдан Конституції — селище Жуковського. На ньому їздять тролейбуси з автономним ходом.

### З 2022 року
24 лютого 2022 року російська федерація розпочала повномасштабне вторгнення в Україну, однак міський електротранспорт продовжив свою роботу. Через обстріли окупаційних військ було втрачено частину тролейбусів та тролейбусної інфраструктури, особливо на півночі міста. 27 лютого рух тролейбусів в місті було припинено через бойові дії. 15 травня, коли російські війська були витіснені з-під міста ЗСУ, тролейбусний рух було відновлено.
21 грудня 2023 року відкрито тролейбусний маршрут № 2: розворотне коло «Проспект Перемоги» — майдан Свободи.

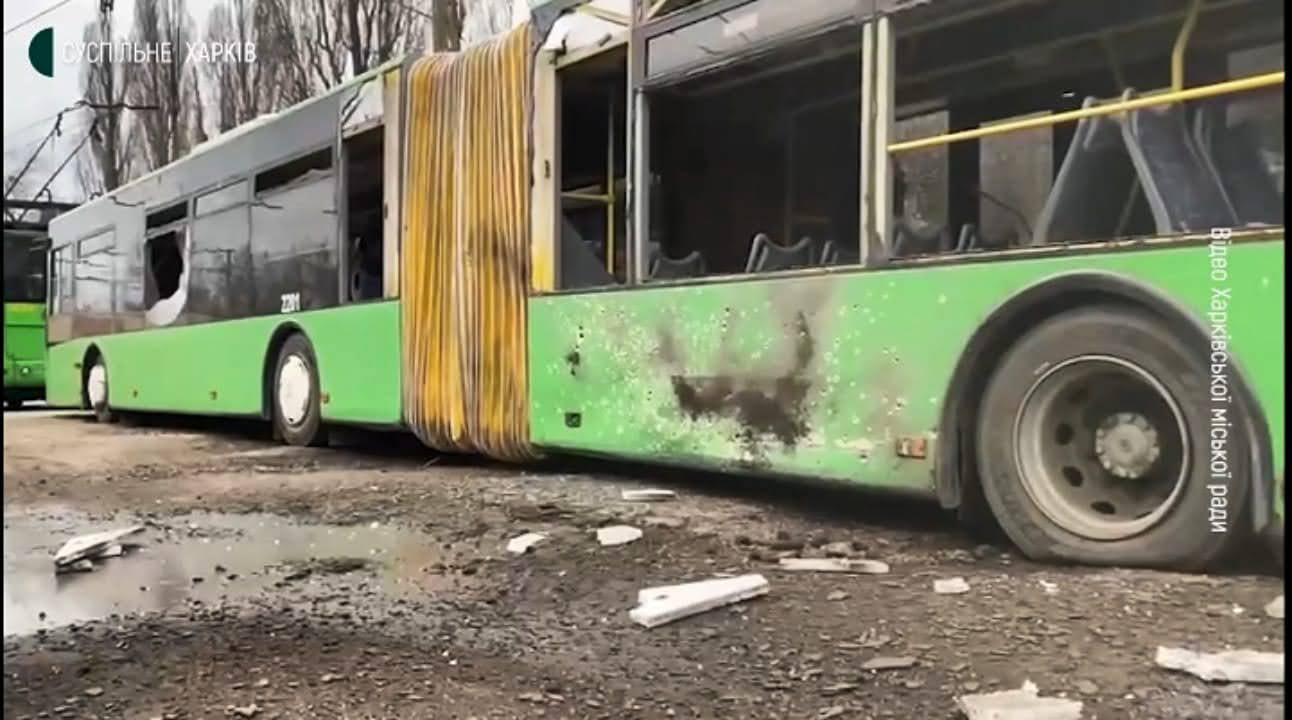
Пошкоджений тролейбус в одному з депо Харкова після обстрілу російських військ

З 25 січня 2024 року в Харкові на тривалий час вимкнуто трекінг транспортних засобів у додатках відстежування. Пересування міського транспорту припинено з міркувань безпеки та безперебійного функціонування об'єктів критичної інфраструктури міського електротранспорту в умовах воєнного стану та запобіганню виникнення надзвичайних ситуацій.

## Перспективи
Згідно з Генеральним планом міста до 2026 року, тролейбусні лінії повинні були з'явитися на таких магістралях:
- вулиця Новий Побут — Європейська вулиця;
- Клочківська вулиця;
- вулиця Шевченка — вулиця Нескорених;
- бульвар Івана Каркача;
- проспект Тракторобудівників.

## Маршрути
У Харкові діють 36 тролейбусних маршрутів.
РК — Розворотне коло
| Перелік тролейбусних маршрутів міста Харкова | Перелік тролейбусних маршрутів міста Харкова | Перелік тролейбусних маршрутів міста Харкова | Перелік тролейбусних маршрутів міста Харкова                |
| №                                            | Маршрут руху | Депо                                         | Примітки                                                    |
| -------------------------------------------- | --- | -------------------------------------------- | ----------------------------------------------------------- |
|                                              | |                                              |                                                             |
| 1                                            | РК «28-й мікрорайон» — проспект Байрона — проспект Петра Григоренка — РК «Палац Спорту» | 2                                            |                                                             |
|                                              | |                                              |                                                             |
| 2                                            | РК «Проспект Жуковського» — вулиця Академіка Проскури — Харківське шосе — вулиця Сумська — проспект Незалежності — проспект Науки — вулиця Ахсарова — проспект Людвіга Свободи — проспект Перемоги — РК «Проспект Перемоги» | 3                                            | З 21 грудня 2023 року                                       |
| 2А                                           | «Наукова» — Проспект Жуковського |                                              | Діяв з 7 травня 1995 по 1 квітня 1996 року                  |
| 3                                            | РК «Вулиця Університетська» — вулиця Кузнечна — провулок Лопатинський — провулок Соляниківський — провулок Подільський — вулиця Вернадського — проспект Аерокосмічний — проспект Байрона — проспект Олександрівський — проспект Індустріальний — проспект Героїв Харкова — РК «Вулиця Дванадцятого Квітня» Зворотній порядок: РК «Вулиця Дванадцятого Квітня» — проспект Героїв Харкова — проспект Індустріальний — проспект Олександрівський — проспект Байрона — проспект Аерокосмічний — вулиця Вернадського — провулок Подільський — вулиця Кузнечна — РК «Вулиця Університетська» |                                              |                                                             |
| 4                                            | РК «Парк „Зустріч“» — РК «Центральний парк» |                                              |                                                             |
| 4                                            | РК «Парк „Зустріч“» — Майдан Конституції |                                              |                                                             |
| 4                                            | РК «Парк „Зустріч“» — «Академіка Барабашова» |                                              | Деякий час іменувався як маршрут «Р»                        |
| 5                                            | РК «Вулиця Університетська» — вулиця Кузнечна — провулок Лопатинський — провулок Соляниківський — провулок Подільський — вулиця Вернадського — проспект Аерокосмічний — вулиця Антонова — РК «Аеропорт» Зворотній порядок: РК «Аеропорт» — вулиця Антонова — проспект Аерокосмічний — вулиця Вернадського — провулок Подільський — вулиця Кузнечна — РК «Вулиця Університетська» | 2                                            |                                                             |
| 6                                            | РК «Вулиця Університетська» — вулиця Кузнечна — провулок Лопатинський — провулок Соляниківський — провулок Подільський — вулиця Вернадського — проспект Аерокосмічний — вулиця Південнопроєктна — вулиця Деповська — вулиця Павла Тичини — залізнична станція «Основа» Зворотній порядок: залізнична станція «Основа» — вулиця Павла Тичини — вулиця Деповська — вулиця Південнопроєктна — проспект Аерокосмічний — вулиця Вернадського — провулок Подільський — вулиця Кузнечна — РК «Вулиця Університетська» | 2                                            |                                                             |
| 7                                            | РК «вулиця Дванадцятого Квітня» — проспект Олександрівський — бульвар Богдана Хмельницького — вулиця Каденюка — вулиця Андрія Ощєпкова — «Армійська» | 3                                            |                                                             |
| 8                                            | «Наукова» — Студмістечко |                                              |                                                             |
| 9                                            | РК «Вулиця Університетська» — Вулиця Силікатна |                                              |                                                             |
| 10                                           | Уланська площа — 25-й мікрорайон |                                              |                                                             |
| 11                                           | РК «Проспект Дзюби» — Ново-Баварський проспект — вулиця Китаєнка — проспект Любові Малої — вулиця Планова — вулиця Семінарська — вулиця Велика Гончарівська — Гончарівський бульвар — вулиця Зброярська — вулиця Благовіщенська — майдан Благовіщенський — узвіз Соборний — вулиця Університетська — провулок Ярмарковий — майдан Конституції Зворотній порядок: майдан Конституції — майдан Павлівський — майдан Сергіївський — майдан Благовіщенський — вулиця Коцарська — вулиця Зброярська — бульвар Гончарівський — вулиця Велика Гончарівська — вулиця Семінарська — проспект Любові Малої — вулиця Китаєнка — проспект Ново-Баварський — РК «Проспект Дзюби»                              | 2                                            | Працює до 20:30                                             |
| 12                                           | РК «Вулиця Клочківська» — вулиця Двадцять Третього Серпня — вулиця Космонавтів — вулиця Дерев'янка — Харківське шосе — вулиця Вадима Манька — вулиця Лісопарківська — РК «Вулиця Рудика» | 2                                            |                                                             |
| 13                                           | Захисників України— вулиця Олега Громадського — проспект Героїв Харкова — вулиця Харківських Дивізій — РК «Парк „Зустріч“» | 3                                            |                                                             |
| 14                                           | Центральний парк — Вулиця Клочківська |                                              | Скасований 1993 року                                        |
| 15                                           | Вулиця Одеська — Нові будинки — Вулиця Одеська |                                              | Кільцевий                                                   |
| 16                                           | «Університет» — РК «Вулиця Рудика» |                                              |                                                             |
| 17                                           | РК «Вулиця Рудика» — вулиця Лісопаркова — вулиця Вадима Манька — Харківське шосе — вулиця Сумська — проспект Незалежності — проспект Науки — «Наукова» | 2                                            | Скасований 4 жовтня 2021 року                               |
| 18                                           | Держпром — проспект Науки — вулиця Дерев'янка — вулиця Станіслава Партали — провулок Ігоря Остаповича — РК «Лікарня швидкої та невідкладної допомоги» | 2                                            | Працює до 17:30                                             |
| 19                                           | РК «602-й мікрорайон» — проспект Ювілейний — проспект Льва Ландау — проспект Байрона — РК «Вулиця Одеська» | 2                                            |                                                             |
| 20                                           | РК «602-й мікрорайон» — проспект Ювілейний — проспект Льва Ландау — проспект Героїв Харкова — вулиця Олега Громадського РК «Станція метро „Захисників України“» | 2                                            |                                                             |
| 21                                           | РК «Вулиця Одеська» — Бульвар Богдана Хмельницького |                                              | Скасований 1994 року                                        |
| 22                                           | ПК ХЕМЗ — РК «602-й мікрорайон» |                                              |                                                             |
| 23                                           | «Індустріальна» — Вулиця Плиткова |                                              | Скасований 1995 року                                        |
| 24                                           | РК «602-й мікрорайон»— Ювілейний проспект — РК «Станція метро „Академіка Барабашова“» | 3                                            |                                                             |
| 25                                           | «Палац Спорту» — проспект Петра Григоренка — вулиця Каденюка — Бульвар Богдана Хмельницького | 3                                            |                                                             |
| 26                                           | Залізничний вокзал — Аеропорт |                                              | Скасований 1992 року                                        |
| 27                                           | РК «Проспект Дзюби» — Ново-Баварський проспект — вулиця Китаєнка — проспект Любові Малої — вулиця Дудинської — вулиця Холодногірська — РК «Вулиця Новий Побут» | 2                                            |                                                             |
| 28                                           | Гончарівський бульвар — РК «Вулиця Новий Побут» |                                              | Скасований 1993 року.                                       |
| 29                                           | Будинок культури ХЕМЗ — РК «28-й мікрорайон» |                                              | Скасований 1992 року.                                       |
| 30                                           | Універмаг «Харків» — РК «602-й мікрорайон» |                                              | Скасований у січні 1996 року.                               |
| 31                                           | РК «Північна Салтівка» — вулиця Гвардійців-Широнінців — проспект Ювілейний — проспект Льва Ландау — проспект Героїв Харкова РК «Станція метро „Турбоатом“» | 2                                            |                                                             |
| 32                                           | Універмаг «Харків» — Вулиця Наталії Ужвій |                                              |                                                             |
| 33                                           | Будинок культури ХЕМЗ — 25-й мікрорайон |                                              | Скасований 1999 року                                        |
| 34                                           | РК «Вулиця Нескорених» — вулиця Барабашова — вулиця Валентинівська — РК «Східна Салтівка» | 3                                            |                                                             |
| 35                                           | РК «Вулиця Одеська» — проспект Байрона — проспект Льва Ландау — проспект Ювілейний — вулиця Гвардійців Широнінців — РК «Північна Салтівка» | 2                                            |                                                             |
| 36                                           | «Армійська» — бульвар Богдана Хмельницького — Олександрівський проспект — РК «Вулиця Дванадцятого Квітня» | 3                                            | Працював в годину «пік» (з 07:00 до 14:50)                  |
| 37                                           | Універмаг «Харків» — РК «Східна Салтівка» |                                              | Скасований 1992 року.                                       |
| 38                                           | «23 Серпня» — РК «Проспект Перемоги» |                                              | Скасований 2011 року.                                       |
| 39                                           | «Університет» — РК «Проспект Перемоги» |                                              | У 1990-х роках прямував до вокзалу «Харків-Пасажирський».   |
| 40                                           | РК «Проспект Перемоги» — проспект Перемоги — проспект Людвіга Свободи — вулиця Ахсарова — вулиця Дерев'янка — вулиця Сумська — РК «Центральний парк» | 3                                            |                                                             |
| 41                                           | «Університет» — Вулиця Клочківська |                                              | Скасований 1991 року                                        |
| 42                                           | РК «Північна Салтівка» — вулиця Гвардійців Широнінців — вулиця Валентинівська — вулиця Барабашова — РК «Вулиця Нескорених» | 3                                            |                                                             |
| 43                                           | Вулиця Одеська — ВО «Електроважмаш» |                                              |                                                             |
| 44                                           | Майдан Конституції — Центральний парк |                                              | У 1990-х роках прямував до вокзалу Харків-Пасажирський      |
| 45                                           | РК «Вулиця Дванадцятого Квітня» — Проспект Героїв Харкова — вулиця Роганська — РК «Роганське» | 3                                            |                                                             |
| 46                                           | РК «Вулиця Дванадцятого Квітня» — Проспект Героїв Харкова — бульвар Дмитра Антоновича — РК «Мікрорайон „Обрій“» | 3                                            | Відкритий 1996 року.                                        |
| 47                                           | РК «Станція метро „Салтівська“» — вулиця Академіка Павлова — вулиця Леся Сердюка — вулиця Наталії Ужвій — РК «Північна Салтівка-2» | 2                                            | Відкритий 13 січня 2020 року                                |
| 48                                           | РК «Станція метро „Салтівська“» — вулиця Академіка Павлова — вулиця Леся Сердюка — вулиця Соборності України — РК «Вулиця Соборності України» | СТД                                          | З 22 жовтня 2020 року.                                      |
| 49                                           | РК «Вулиця Університетська» — вулиця Кузнечна — провулок Лопатинський — провулок Соляниківський — провулок Подільский — вулиця Вернадського — проспект Аерокосмічний — Мереф'янське шосе — Сімферопольске шосе — вулиця Тернопільска — РК «Вулиця Кутаїська» Зворотній порядок: РК «Вулиця Кутаїська» — вулиця Тернопільська — Сімферопольське шосе — Мерев'янське шосе — проспект Аерокосмічний — вулиця Вернадського — провулок Подільський — вулиця Кузнечна — РК «Вулиця Університетська» | СТД                                          | З 7 грудня 2020 року.                                       |
| 50                                           | Майдан Конституції — вулиця Сумська — Харківське шосе — проспект Академіка Курчатова — П'ятихатки | СТД                                          | З 7 квітня 2021 року.                                       |
| 51                                           | РК «Вулиця Дванадцятого Квітня» — проспект Героїв Харкова — вулиця Роганська — вулиця Луї Пастера — вулиця 92-ї бригади — вулиця Зубарєва — РК «Вулиця Зубарєва» | СТД                                          | З 30 липня 2021 року.                                       |
| 52                                           | РК «Вулиця Дванадцятого Квітня» — проспект Героїв Харкова — вулиця Роганська — вулиця 92-ї бригади — вулиця Зубарєва — РК «759-й мікрорайон» | СТД                                          | З 30 липня 2021 року.                                       |
| 53                                           | РК «Вулиця Дванадцятого Квітня» — проспект Героїв Харкова ( «Індустріальна») — бульвар Дмитра Антоновича — вулиця Велика Кільцева — вулиця Юрія Савчина — бульвар Дмитра Антоновича — проспект Героїв Харкова ( «Індустріальна») — РК «Вулиця Дванадцятого Квітня» | СТД                                          | З 6 серпня 2021 року.                                       |
| 54                                           | РК «Вулиця Дванадцятого Квітня» — проспект Героїв Харкова ( «Індустріальна») — вулиця Роганська — залізнична станція Рогань | СТД                                          | З 27 серпня 2021 року.                                      |
| 55                                           | Проспект Жуковського — вулиця Академіка Проскури — вулиця Вадима Манька — вулиця Лісопарківська — вулиця Рудика — Харківське шосе — вулиця Сумська — Майдан Конституції Зворотній порядок: Майдан Конституції;— вулиця Університетська — провулок Мечнікова — вулиця Сумська — Харківське шосе — вулиця Рудика — вулиця Лісопарківська — вулиця Вадима Манька — вулиця Академіка Проскури — проспект Жуковського | СТД                                          | З 4 жовтня 2021 року.                                       |
| 56                                           | РК «Станція метро „Академіка Барабашова“» — проспект Ювілейний — вулиця Гвардійців-Широнінців — вулиця Валентинівська — РК «Східна Салтівка» | СТД                                          | З 25 липня 2022 року.                                       |
| 57                                           | РК «Станція метро „Академіка Барабашова“» — проспект Ювілейний — проспект Льва Ландау — проспект Героїв Харкова — вулиця Харківських Дивізій — РК «Парк „Зустріч“» | СТД                                          | З жовтня 2022 року.                                         |
| 58                                           | РК «Аеропорт» — вулиця Антонова — проспект Аерокосмічний — вулиця Вернадського — провулок Подільський — провулок Короленка — провулок Вірменський — майдан Конституції — вулиця Сумська — проспект Незалежності — проспект Науки — вулиця Ахсарова — проспект Людвіга Свободи — РК «Проспект Перемоги» Зворотній порядок: РК «Проспект Перемоги» — проспект Людвіга Свободи — вулиця Ахсарова — проспект Науки — проспект Незалежності — вулиця Сумська — майдан Конституції — провулок Плетнівський — вулиця Кооперативна — провулок Подільський — вулиця Вернадського — проспект Аерокосмічний — вулиця Антонова — РК «Аеропорт»                                                               | СТД                                          | З листопада 2023 року.                                      |
| 59                                           | Залізнична станція «Рогань» — вулиця Роганська — вулиця 92-ї бригади — вулиця Луї Пастера — вулиця Молодіжна — вулиця Дванадцятого Квітня — проспект Олександрівський — проспект Байрона — проспект Аерокосмічний — вулиця Вернадського — провулок Подільський — вулиця Кузнечна — РК «Вулиця Університетська» Зворотній порядок: РК «Вулиця Університетська» — вулиця Кузнечна — провулок Лопатинський — провулок Соляниківський — провулок Подільський — вулиця Вернадського — проспект Аерокосмічний — проспект Байрона — проспект Олександрівський — вулиця Дванадцятого Квітня — вулиця Молодіжна — вулиця Луї Пастера — вулиця 92-ї бригади — вулиця Роганська — Залізнична станція Рогань | СТД                                          | З листопада 2023 року.                                      |
| 60                                           | «Тракторний завод» — просп. Архітектора Альошина — вул. Луї Пастера — вул. Молодіжна — вул. Луї Пастера — вул. 92-ї бригади (парна сторона) — вул. Роганська — Роганська |                                              | Офіційно скасовано в червні 2024 року.                      |
| 63                                           | «Академіка Барабашова» — Вулиця Одеська |                                              | Відкритий 18 листопада 1998 року, скасований у 2000-х роках |
|                                              | |                                              |                                                             |
| 65                                           | «Академіка Барабашова» — Вулиця Наталії Ужвій |                                              | Відкритий 1997 року, скасований у 2000-х роках              |

## Рухомий склад
У Харкові експлуатуються такі види рухомого складу:
| Статистика рухомого складу | Статистика рухомого складу | Статистика рухомого складу | Статистика рухомого складу              |
| Тип моделі                 | Станом на 01.01.2017       | Станом на 19.11.2021       | Примітки                                |
| Пасажирський               | Пасажирський               | Пасажирський               | Пасажирський                            |
| -------------------------- | -------------------------- | -------------------------- | --------------------------------------- |
| ЗіУ-682Г-016.02            | 90                         | 82                         | У листопаді 2021 експлуатувалось 35 шт. |
| ЗіУ-682Г                   | 17                         | 1                          |                                         |
| ЛАЗ E301D1                 | 52                         | 52                         |                                         |
| ЛАЗ E183A1                 | 21                         | 21                         |                                         |
| PTS-12                     | —                          | 50                         |                                         |
| Škoda 14TrM                | —                          | 3                          | Надійшли з Плзеня                       |
| Škoda 14Tr17/6M            | —                          | 2                          | У жовтні 2017 року надійшли з Плзеня    |
| Škoda 15Tr13/6M            | —                          | 5                          | Наприкінці 2017 року надійшли з Плзеня  |
| Богдан Т70117              | —                          | 84                         |                                         |
| ЮМЗ Т1                     | 8                          | 0                          | Останні 2 машини списані у 2019 році    |
| Всього:                    | 201                        | 300                        |                                         |
| Службовий                  |                            |                            |                                         |
| КТГ-1                      | 4                          | 2                          |                                         |

Раніше експлуатувалися тролейбуси ЗіУ-683 (1992—2007), ROCAR E217 (1989—2013), ЮМЗ Т1 (1992—2019).
Станом на травень 2019 року на Луцькому АСЗ ДП№ 1 компанії «Богдан Моторс» продовжується виконання контракту з КП «Тролейбусне депо № 2» міста Харкова. Угодою передбачено, що місто отримає 57 12-метрових тролейбусів Богдан Т70117.
9 липня 2019 року до тролейбусного депо № 2 надійшли перші два з 57 тролейбусів Богдан Т70117.

## Вартість проїзду
Вартість проїзду в Харкові встановлюється рішенням виконавчого комітету Харківської міської ради.
| Динаміка зростання вартості проїзду | Динаміка зростання вартості проїзду | Динаміка зростання вартості проїзду |
| Період дії тарифу                   | Вартість проїзду, ₴                 |                                     |
| ----------------------------------- | ----------------------------------- | ----------------------------------- |
| 1996—2001                           | 0,30                                |                                     |
| 2001—2008                           | 0,40                                |                                     |
| 26 липня 2008 — 18 квітня 2009      | 0,75                                |                                     |
| 18 квітня 2009 — 11 березня 2011    | 1,00                                |                                     |
| 12 березня 2011 — 23 травня 2013    | 1,50                                |                                     |
| 23 травня 2013 — 31 травня 2015     | 2,00                                |                                     |
| 1 червня 2015 — 21 березня 2017     | 2,50                                |                                     |
| 22 березня 2017 — 28 березня 2017   | 3,00                                |                                     |
| 29 березня 2018 — 6 лютого 2019     | 4,00                                |                                     |
| 7 лютого 2019 — 16 травня 2022      | 6,00                                |                                     |
| з 16 травня 2022                    | 0,00                                |                                     |

| Зразки разових квитків | Зразки разових квитків                                                            | Зразки разових квитків |
| Вигляд                 | Опис                                                                              | Рік використання       |
| ---------------------- | --------------------------------------------------------------------------------- | ---------------------- |
|                        | Абонементний квиток на проїзд в трамваї та тролейбусі. Вартість 3000 карбованців. | 1995 рік               |

| Зразки разових квитків | Зразки разових квитків                                                                           | Зразки разових квитків |
| Вигляд                 | Опис                                                                                             | Рік використання       |
| ---------------------- | ------------------------------------------------------------------------------------------------ | ---------------------- |
|                        | Квиток на проїзд в трамваї та тролейбусі. Вартість 40 копійок.                                   | 2002 рік               |
|                        | Квиток на проїзд в міському тролейбусі і трамваї. Вартість 40 копійок. роки                      | 2002-2006              |
|                        | Разовий квиток на проїзд в міському трамваї та тролейбусі. Вартість 40 копійок.                  | 2006 рік               |
|                        | Разовий квиток на проїзд в міському трамваї та тролейбусі. Вартість 40 копійок.                  | 2007 рік               |
|                        | Абонементний талон на проїзд у міському трамваї тролейбусі. Вартість 40 копійок.                 | 2007 рік               |
|                        | Абонементний талон на проїзд у міському трамваї тролейбусі. Вартість 40 копійок.                 | 2007 рік               |
|                        | Абонементний талон на проїзд у міському трамваї, тролейбусі. Вартість 75 копійок.                | 2008 рік               |
|                        | Абонементний талон на проїзд у міському трамваї, тролейбусі. Вартість 75 копійок.                | 2009 рік               |
|                        | Абонементний талон на проїзд у міському трамваї, тролейбусі. Вартість 75 копійок.                | 2009 рік               |
|                        | Абонементний талон на проїзд у міському трамваї, тролейбусі. Вартість 1 гривня.                  | 2009 рік               |
|                        | Абонементний талон на проїзд у міському трамваї, тролейбусі. Вартість 1 гривня.                  | 2009 рік               |
|                        | Разовий квиток на проїзд у міському тролейбусі. Вартість 1,50 гривень. КП «Тролейбусне депо № 2» |                        |
|                        | Разовий квиток на проїзд у міському тролейбусі. Вартість 2 гривні.                               |                        |
|                        | Разовий квиток на проїзд у міському тролейбусі. Вартість 2 гривні. КП «Тродейбусне депо № 2»     |                        |
|                        | Разовий квиток на проїзд у міському тролейбусі. Вартість 2,50 гривень. КП «Тролейбусне депо № 3» | 2016                   |
|                        | Разовий квиток на проїзд у міському тролейбусі. Вартість 2,50 гривень. КП «Тролейбусне депо № 2» |                        |
|                        | Разовий квиток на проїзд у міському тролейбусі. Вартість 3 гривень. КП «Тролейбусне депо № 3»    | 2017                   |
|                        | Разовий квиток на проїзд у міському тролейбусі. Вартість 4 гривені. КП «Тролейбусне депо № 2»    |                        |
|                        | Разовий квиток на проїзд у міському тролейбусі. Вартість 4 гривені. КП «Тролейбусне депо № 2»    |                        |
|                        | Разовий квиток на проїзд у міському тролейбусі. Вартість 6 гривень. КП «Тролейбусне депо № 2»    | 2019                   |
|                        | Разовий квиток на проїзд у міському тролейбусі. Вартість 6 гривень. КП «Тролейбусне депо № 2»    | 2019                   |

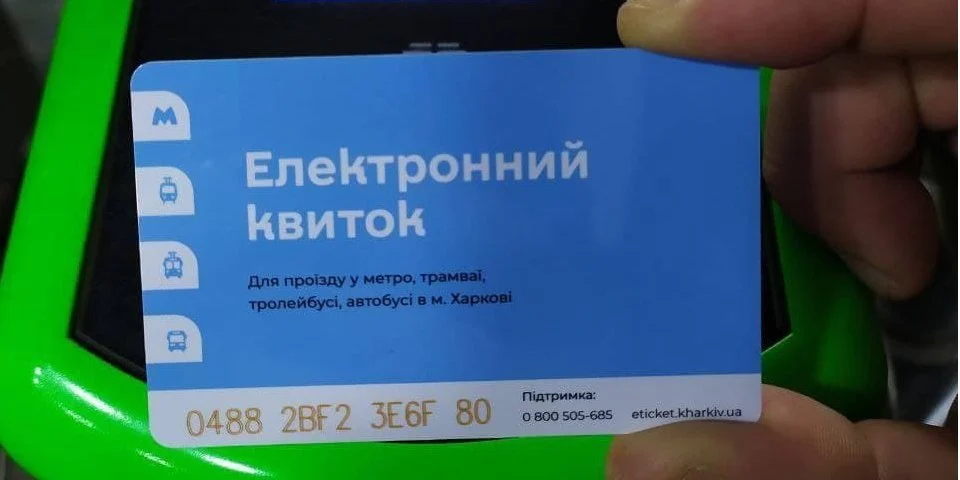
Електронний квиток Eticket

З 1 грудня 2017 року введена в дію система оплати проїзда в тролейбусах за допомогою єдиного електронного квитка «Eticket», а також запроваджені єдині разові квитки на тролейбуси і трамваї без поділу на депо.

## Депо
- Діючі
  - Тролейбусне депо № 2
  - Тролейбусне депо № 3
- Ліквідовані
  - Тролейбусне депо № 1  та вантажне депо — у 2007 році.

## Цікаві факти
- Тролейбуси Rocar-E217 постачалися до Харкова за схемою бартеру та саме найдовше пропрацювали у Харкові — до листопада 2011 року.
- За останні роки існування СРСР будували тролейбусне депо № 4 на перетині вулиці Дружби Народів та вулиці Гвардійців Широнінців, біля Салтівського трамвайного депо. Будівництво так і не було завершене.

## Галерея

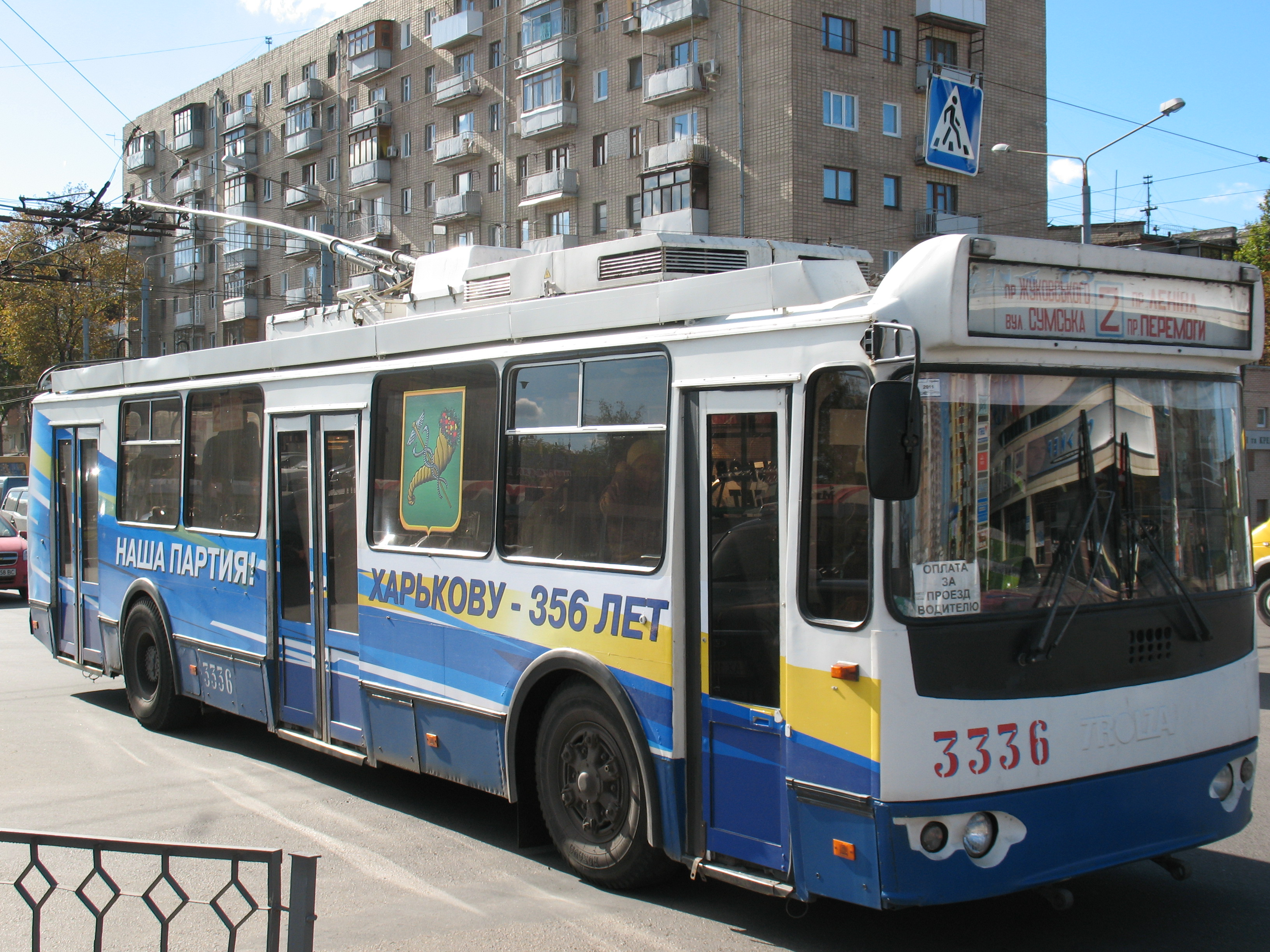
Проспект Науки
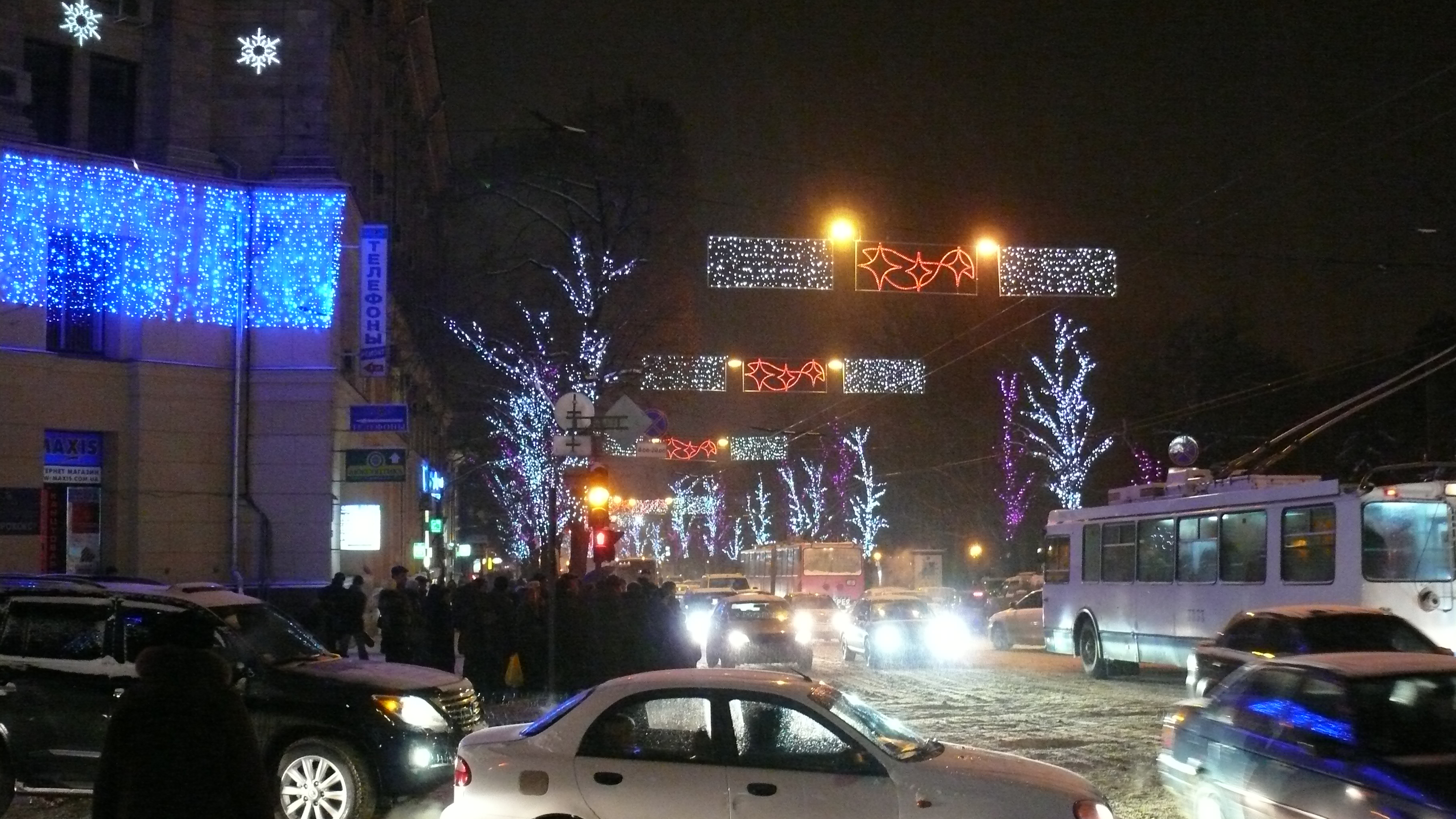
Вулиця Сумська
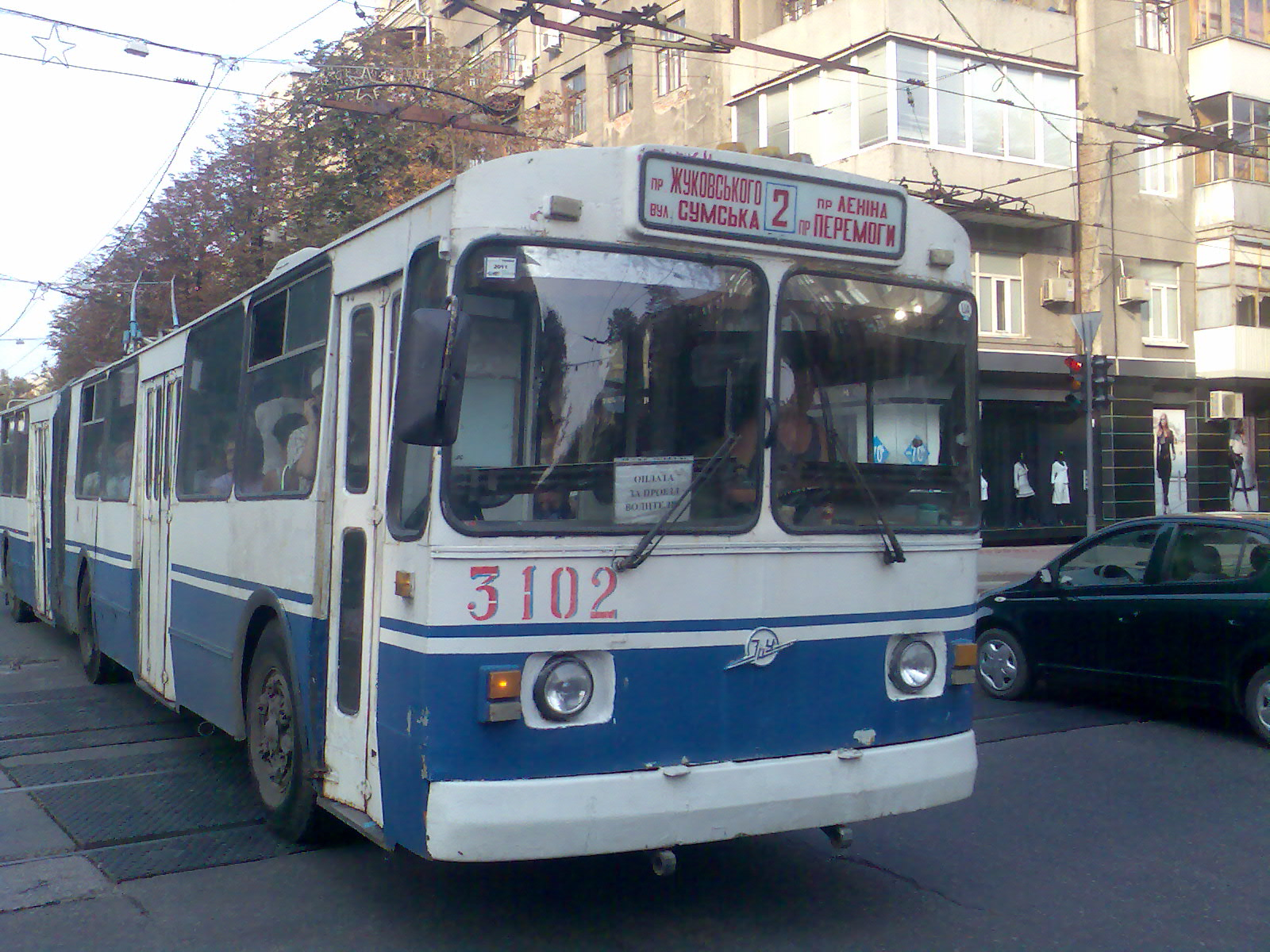
Маршрут № 2
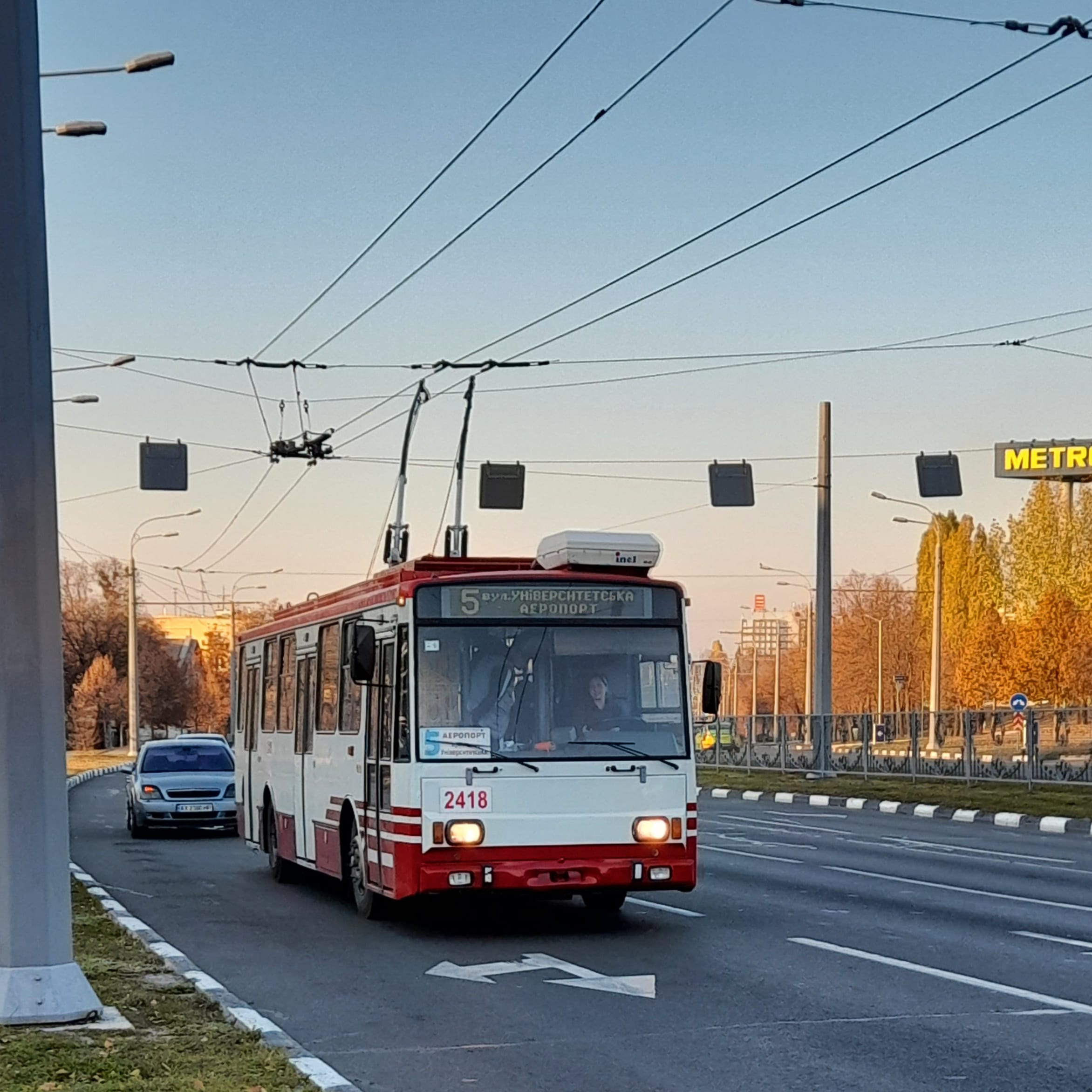
Маршрут №5 в Аеропорт
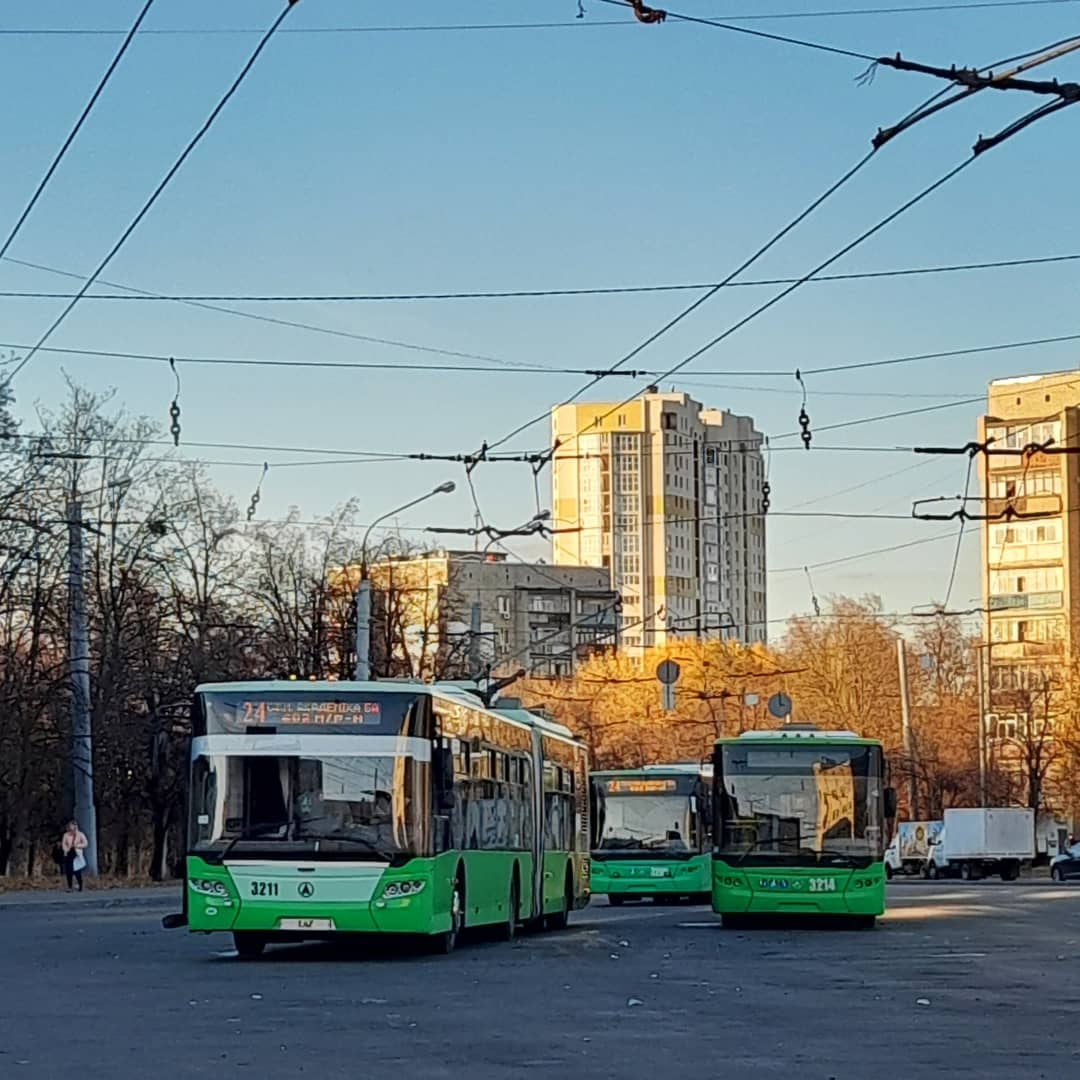
Розворотне коло 602-мікрорайон
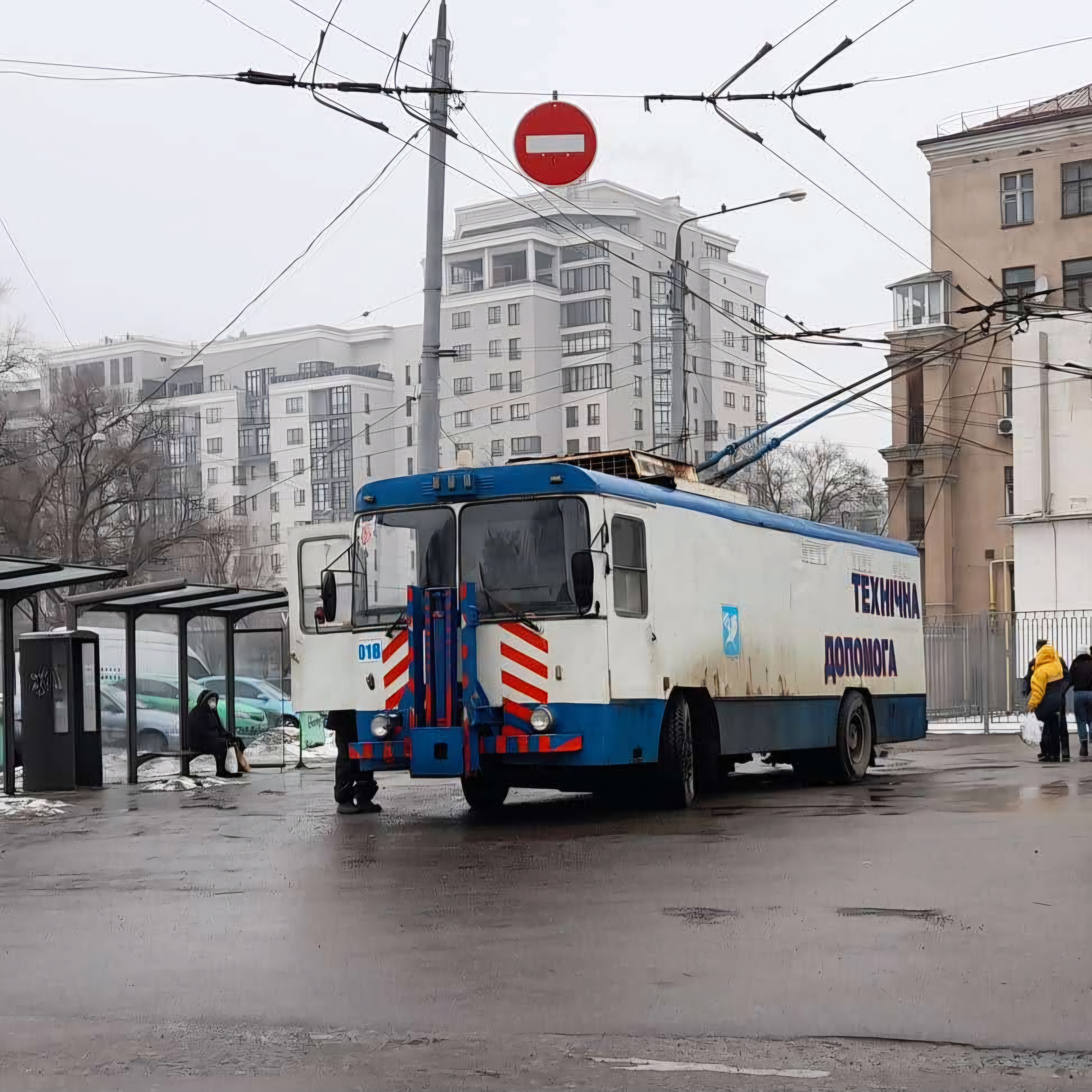
Технічна допомога